# Giovanni Gentile

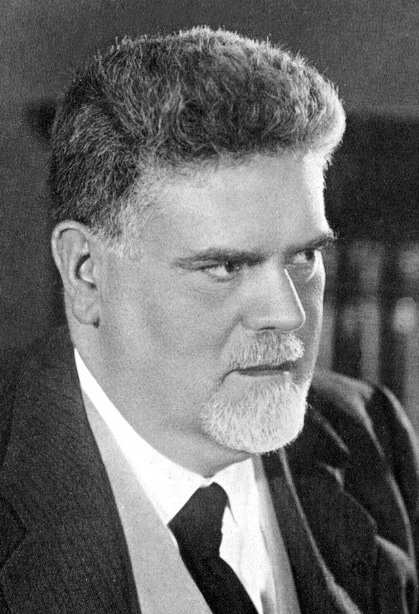
Giovanni Gentile

Giovanni Gentile (ur. 30 maja 1875 w Castelvetrano, zm. 15 kwietnia 1944 we Florencji) – obok Benedetta Crocego najwybitniejszy filozof neoidealizmu włoskiego, twórca idealizmu aktualnego. Prowadził rozległą działalność społeczną i naukową, był pedagogiem, historykiem, propagatorem kultury włoskiej, wydawcą, ministrem edukacji w rządzie Mussoliniego. Idealizm aktualny stanowił filozoficzną podbudowę faszyzmu. Głosił, że podział na podmiot i przedmiot jest jedynie konstruktem umysłu i że „duch jest czystym aktem” objawiającym się w procesie edukacji.
Inaczej niż wielu intelektualistów włoskich do końca zachował wierność Mussoliniemu. Zamordowany przez partyzantów komunistycznych.

## Życie
Urodził się 30 maja 1875 w sycylijskim miasteczku Castelvetrano jako syn farmaceuty Giovanniego Gentile i Teresy Curti, córki notariusza. Dzieciństwo spędził w Campobello di Mazara, następnie uczęszczał do liceum Ximenes w Trapani.
W latach 1903–1913 wykładał na uniwersytecie w Palermo, następnie do 1916 w Pizie, wreszcie od 1917 w Rzymie. Z B. Croce wydawał pismo „La critica”, samodzielnie zaś „Giornale critico della filosofia italiana” (1920-1944). Jako minister przeprowadził reformę edukacji. Był twórcą Instituto Nazionale Fascista di Cultura.

## Myśl
Myśl Gentilego ma typowy dla filozofii włoskiej charakter historystyczny i eklektystyczny – stanowi syntezę poglądów poprzedników. Spośród ważniejszych trzeba wymienić filozofię aktu i możności św. Tomasza i inspirowaną przez niego wczesną fazę nauczania społecznego Kościoła (zob. korporacjonizm), myślicieli włoskich XIX w. (Giuseppe Mazzini, Rosmini, Gioberti i Spaventa), od których zapożyczył koncepcję autoctisi (samotworzenia), Nietzschego i humanistów włoskich, których zbieżne koncepcje nadczłowieka i l'uomo universale przekształcił w koncepcję l'uomo fascista, a przede wszystkim filozofów niemieckich, Marksa, Hegla i Fichtego i jego koncepcji teorii wiedzy (Wissenschaftslehre). Giovanni Gentile jest uważany za twórcę pojęcia „państwa totalnego”. Twierdził również, że w rzeczywistości istnieją dwa całkowicie odmienne typy demokracji. „Liberalna” skupiająca się na indywidualizmie i potrzebach jednostki, a przez to zbyt egoistyczna. Druga to według Gentile „prawdziwa demokracja”, w której wszyscy ludzie oddają się dobrowolnie pod opiekę państwa. Natomiast wola ludu przejawia się jako wola jednej lub kilku osób, które są jego reprezentantami.

## Dzieła wszystkie Gentilego według edycji Le Lettere

### Dzieła systematyczne
I-II. Sommario di pedagogia come scienza filosofica.
(Vol. I: Pedagogia generale; vol. II: Didattica).
III. Teoria generale dello spirito come atto puro.
IV. I fondamenti della filosofia del diritto.
V-VI. Sistema di logica come teoria del conoscere (voll. 2).
VII. La riforma dell’educazione.
VIII. La filosofia dell’arte.
IX. Genesi e struttura della società.

### Dzieła historyczne
X. Storia della filosofia. Dalle origini a Platone.
XI. Storia della filosofia italiana (fino a Lorenzo Valla).
XII. I problemi della Scolastica e il pensiero italiano.
XIII. Studi su Dante.
XIV Il pensiero italiano del Rinascimento.
XV. Studi sul Rinascimento.
XVI. Studi vichiani.
XVII. L’eredità di Vittorio Alfieri.
XVIII-XIX. Storia della filosofia italiana dal Genovesi al Galluppi (voll. 2).
XX-XXI. Albori della nuova Italia (voll. 2).
XXII. Vincenzo Cuoco. Studi e appunti.
XXIII. Gino Capponi e la cultura toscana nel secolo decimonono.
XXIV. Manzoni e Leopardi.
XXV. Rosmini e Gioberti.
XXVI. I profeti del Risorgimento italiano.
XXVII. La riforma della dialettica hegeliana.
XXVIII. La filosofia di Marx.
XXIX. Bertrando Spaventa.
XXX. Il tramonto della cultura siciliana.
XXXI-XXXIV. Le origini della filosofia contemporanea in Italia. (Vol. I: I platonici; vol. II: I positivisti; voll. III e IV: I neokantiani e gli hegeliani).
XXXV. Il modernismo e i rapporti fra religione e filosofia.

### Opere varie
XXXVI. Introduzione alla filosofia.
XXXVII. Discorsi di religione.
XXXVIII. Difesa della filosofia.
XXXIX. Educazione e scuola laica.
XL. La nuova scuola media.
XLI. La riforma della scuola in Italia.
XLII. Preliminari allo studio del fanciullo.
XLIII. Guerra e fede.
XLIV. Dopo la vittoria.
XLV-XLVI. Politica e cultura (voll. 2).

### Fragmenty
XLVII-XLVIII. Frammenti di estetica e di teoria della storia (voll. 2).
XLIX-L. Frammenti di critica e storia letteraria.
LI-LII. Frammenti di filosofia.
LIII-LV. Frammenti di storia della filosofia.

### Listy
I-II. Carteggio Gentile-Jaja (voll. 2)
III-VII. Lettere a Benedetto Croce (voll. 5)
VIII. Carteggio Gentile-D’Ancona
IX. Carteggio Gentile-Omodeo
X. Carteggio Gentile-Maturi
XI. Carteggio Gentile-Pintor
XII. Carteggio Gentile-Chiavacci
XIII. Carteggio Gentile-Calogero
XIV. Carteggio Gentile-Donati

### Rzadkie i niepublikowane
1. Eraclito. Vita e frammenti.
2. La filosofia della storia. Saggi e inediti.